# Ayşe Hatun (manželka Selima I.)
Ayşe Hatun (1476–1539) byla dcera krymského chána Menliho I. Giraye. Nejdříve byla provdána za prince Mahmuda, syna sultána Bajezida II. Po jeho smrti se v roce 1511 opět provdala za budoucího sultána Selima I., Mahmudova bratra. Ještě předtím ale byla vdána za prince Mehmeda, který zemřel v roce 1504.[zdroj?]
Po smrti svého prvního manžela Mahmuda odešla z harému společně se sultánem Selimem, který byl v té době guvernérem Amasye. Společně se Selimem měla 3 dcery, Beyhan Sultan, Hâfize Sultan a Șah-Huban Sultan.[zdroj⁠?!]